# Lipinki, Warmińsko-Mazurskie
Lipinki [lʲiˈpʲiŋkʲi] (tiếng Đức: Lippinken)  là một ngôi làng ở quận hành chính của Gmina Biskupiec, trong huyện Nowomiejski, Warmińsko-Mazurskie, ở miền bắc Ba Lan. Nó nằm khoảng 5 kilômét (3 mi)   phía tây nam Biskupiec, 19 km (12 mi)     về phía tây của Nowe Miasto Lubawskie và 86 km (53 mi)     về phía tây nam của thủ đô khu vực Olsztyn.
Ngôi làng có dân số xấp xỉ 760 người.